# Erythroxylum simonis
Erythroxylum simonis är en tvåhjärtbladig växtart som beskrevs av T. Plowman. Erythroxylum simonis ingår i släktet Erythroxylum och familjen Erythroxylaceae. Inga underarter finns listade i Catalogue of Life.